# FK Mladost Doboj-Kakanj
El FK Mladost Doboj-Kakanj conocido simplemente como Mladost (Juventud en bosnio), es un club de fútbol bosnio de la villa de Doboj, cerca del poblado de Kakanj. Fue fundado el 25 de mayo de 1959 y actualmente juega en la Liga Premier de Bosnia y Herzegovina.

## Historia
Fue fundado el 25 de mayo de 1959 como FK Doboj y jugaba en la Liga laboral de deportes de Kakanj. 
En la temporada 2009/10 fue el primer club en la liga del Cantón de Zenica-Doboj que fue promovido a la Segunda Liga de la Federación de Bosnia y Herzegovina, tercera división, donde quedaron en cuarto lugar en su primera temporada.
Jugaron la primera ronda de la Copa de Bosnia y Herzegovina en la temporada 2008/09. El segundo mayor logro del club ha sido cuando en la temporada 2012/13 en la Segunda Liga de la Federación de Bosnia y Herzegovina fueron promovidos a la Primera Liga de la Federación de Bosnia y Herzegovina. En la temporada 2014/15 quedando primeros en la Primera Liga de la Federación de Bosnia y Herzegovina fueron promovidos a la Liga Premier de Bosnia y Herzegovina siendo este su mayor logro.